# Kontrasignatur
Kontrasignatur (latin: contra («mod»), signaire («skrive»)) er en persons medunderskrift på en beslutning, der allerede er underskrevet af en anden. I statsforfatningsretten er kontrasignatur en ministers medunderskrift på et dokument, hvor statsoverhovedet meddeler sin beslutning.
I Storbritannien udviklede der sig før 1814 et system, hvor medunderskrift af en ansvarlig minister var nødvendig for, at en beslutning taget af monarken (som personligt var uden ansvar) skulle blive gyldig. Systemet indebærer, at ministeren ved at kontrasignere påtager sig ansvaret for vedkommendes beslutning.
Den britiske ordning har tjent som forbillede i mange andre lande, men den blev ikke fulgt i den svenske regeringsform af 1809 og heller ikke i den norske grundlov af 1814, som på dette punkt er udformet efter mønster fra Sverige. Grundloven indeholdt ganske vist en bestemmelse om kontrasignatur af kongens beslutninger, men dette må antages at have været sådan at forstå, at statsministeren var pligtig til at kontrasignere selv om han (og statsrådet) var uenig i beslutningen, men at han var ansvarsfri, hvis han til protokols havde protesteret mod beslutningen.

I Danmark fastlægger grundloven, at beslutninger, som kongens underskriver, skal kontrasigneres af en ansvarlig minister: 
 Kongens underskrift under de lovgivningen og regeringen vedkommende beslutninger giver disse gyldighed, når den er ledsaget af en eller flere ministres underskrift. Enhver minister, som har underskrevet, er ansvarlig for beslutningen.

 — Danmarks Riges Grundlov, §14
| Jura | Spire Denne juraartikel er en spire som bør udbygges. Du er velkommen til at hjælpe Wikipedia ved at udvide den. |